# Märkisch Luch
Märkisch Luch è un comune di 1 338 abitanti del Brandeburgo, in Germania.

Appartiene al circondario della Havelland ed è amministrato dall'Amt Nennhausen.
Non esiste alcun centro abitato denominato «Märkisch Luch»: si tratta pertanto di un comune sparso.

## Storia
Il comune venne formato il 31 dicembre 2002 dalla fusione dei comuni di Barnewitz, Buschow, Garlitz e Möthlow.

## Geografia antropica
Il comune di Märkisch Luch è diviso nelle frazioni (Ortsteil) di Barnewitz, Buschow, Garlitz e Möthlow.